# Edifício do Banco de Espanha (Pontevedra)
O edifício do Banco de Espanha é um edifício de estilo ecléctico do início do século XX, localizado na cidade espanhola de Pontevedra.
É a antiga sucursal da sede desta entidade na cidade que foi encerrada em 2004 e alberga atualmente os escritórios provinciais da administração periférica do Estado em Pontevedra.

## Localização
O edifício do Banco de España em Pontevedra está localizado na Rua Michelena, 28, no centro de Pontevedra, no limite do centro histórico.

## História
O Banco da Espanha tinha no século XIX uma agência na cidade de Pontevedra, localizada desde 1886 na casa central do lado oeste da Praça do Teucro, no número 8. Os trabalhos de construção do novo edifício do Banco de Espanha na cidade começaram em 1 de novembro de 1900.
A licença foi solicitada para utilização como sucursal do Banco de Espanha em 1901. O arquitecto que desenhou o edifício foi José Fermín de Astiz Bárcena, que se tornou arquitecto do Banco de Espanha em 1899 e que projectou outras sucursais noutras capitais espanholas como Logronho, Valência, Badajoz, Oviedo, Corunha ou Santander. O edifício do Banco de Espanha em Pontevedra foi inaugurado em 1903.
Entre 1945 a 1949, o edifício foi submetido a uma grande reforma de acordo com o projecto arquitetónico de Romualdo de Madariaga y Céspedes. Dela provém a sua nova estrutura construída em betão armado tanto em pilares e vigas como com lajes de vigas de betão. O edifício incorporou várias adições de sótãos e sótãos suplementares. Os novos escritórios foram inaugurados a 2 de abril de 1949. Apenas o rés-do-chão foi utilizado como escritório do banco, onde também havia o pátio de operações e a semi-cave com a abóbada. O resto dos pisos foram utilizados como habitação para os empregados do banco.
O Banco de Espanha fechou a sua sede na cidade, como já tinha feito em muitas outras capitais de província espanholas, em 31 de dezembro de 2004.
Em junho de 2010, o governo espanhol empreendeu uma renovação completa do edifício, a fim de instalar diferentes escritórios provinciais da administração estatal: estrangeiros (rés do chão), agricultura e pescas (primeiro andar), costas (segundo e terceiro andares) e telecomunicações (sótão). O sótão suplementar foi demolido e o telhado do sótão foi ajardinado.
A estes escritórios juntou-se, na parte de trás, com entrada pelo pátio, o gabinete nacional de emissão de cartões de cidadao do Corpo Nacional de Polícia de Espanha do Ministério do Interior a 16 de maio de 2016. Mais de 100 funcionários públicos trabalham neste edifício.

## Descrição
O edifício tem uma área de 2859 metros quadrados, dividida em cave, rés-do-chão, três andares e sótão. Tem também um jardim com árvores e uma pérgula de vidro. O interior do edifício está estruturado em torno de um pátio central com uma clarabóia de vidro que proporciona diafania e continuidade espacial a cada andar.
É um exemplo da arquitectura administrativa do Estado espanhol do início do século XX, num estilo eclético. Tem a sua entrada principal pela rua Michelena e um quintal com uma entrada na rua Fernández Villaverde.
O edifício apresenta uma grande simetria e solenidade nas suas fachadas. A porta principal termina num arco de volta perfeita com uma varanda superior de pedra sobre mísulas. Sobre a varanda do edifício as bandeiras de Espanha, Galiza e da União Europeia são hasteadas. Os elementos de pedra que emolduram e decoram as janelas das fachadas têm decoração geométrica na parte superior, que termina em arcos rebaixados.

## Galeria

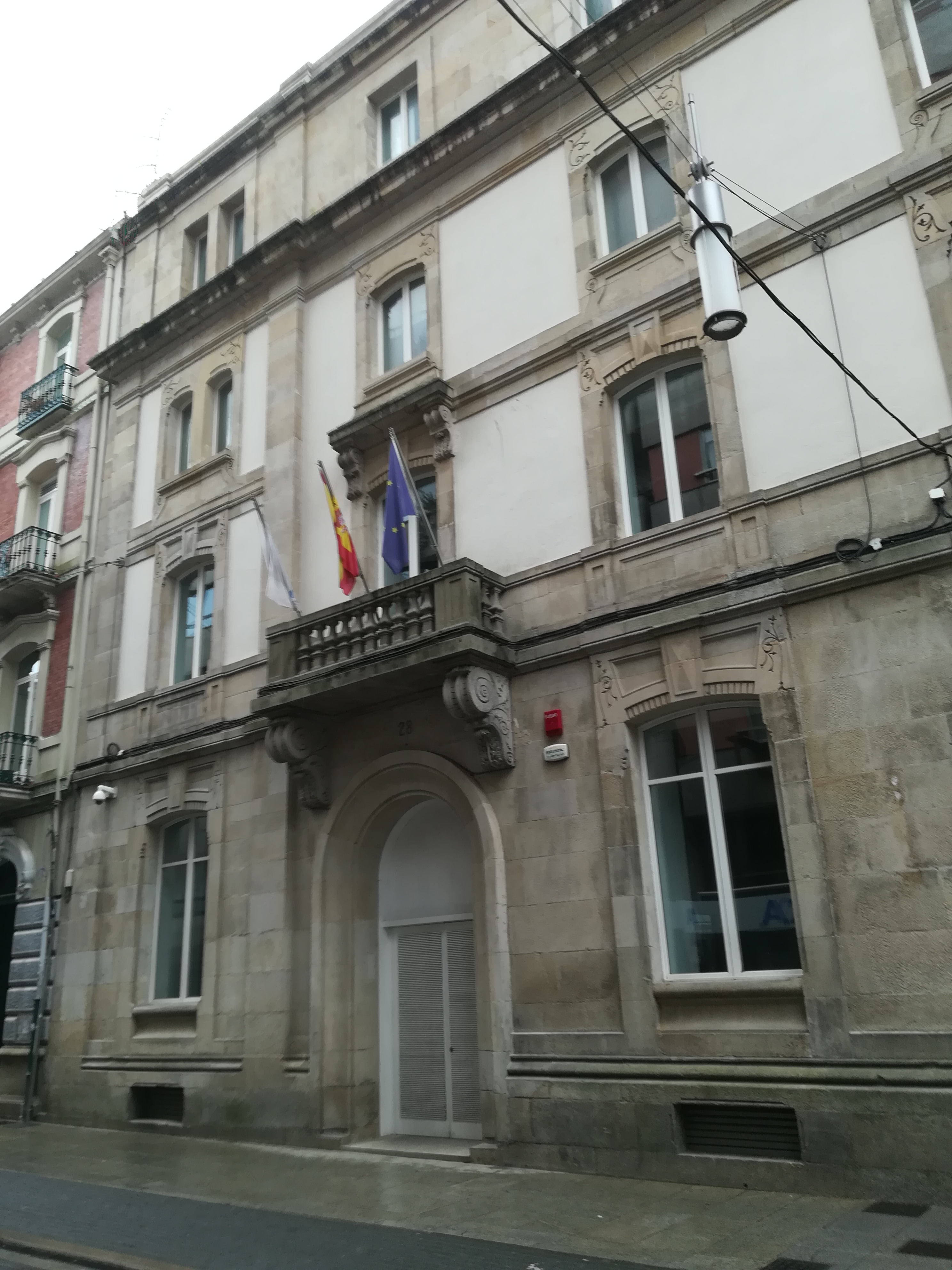
Fachada principal do banco
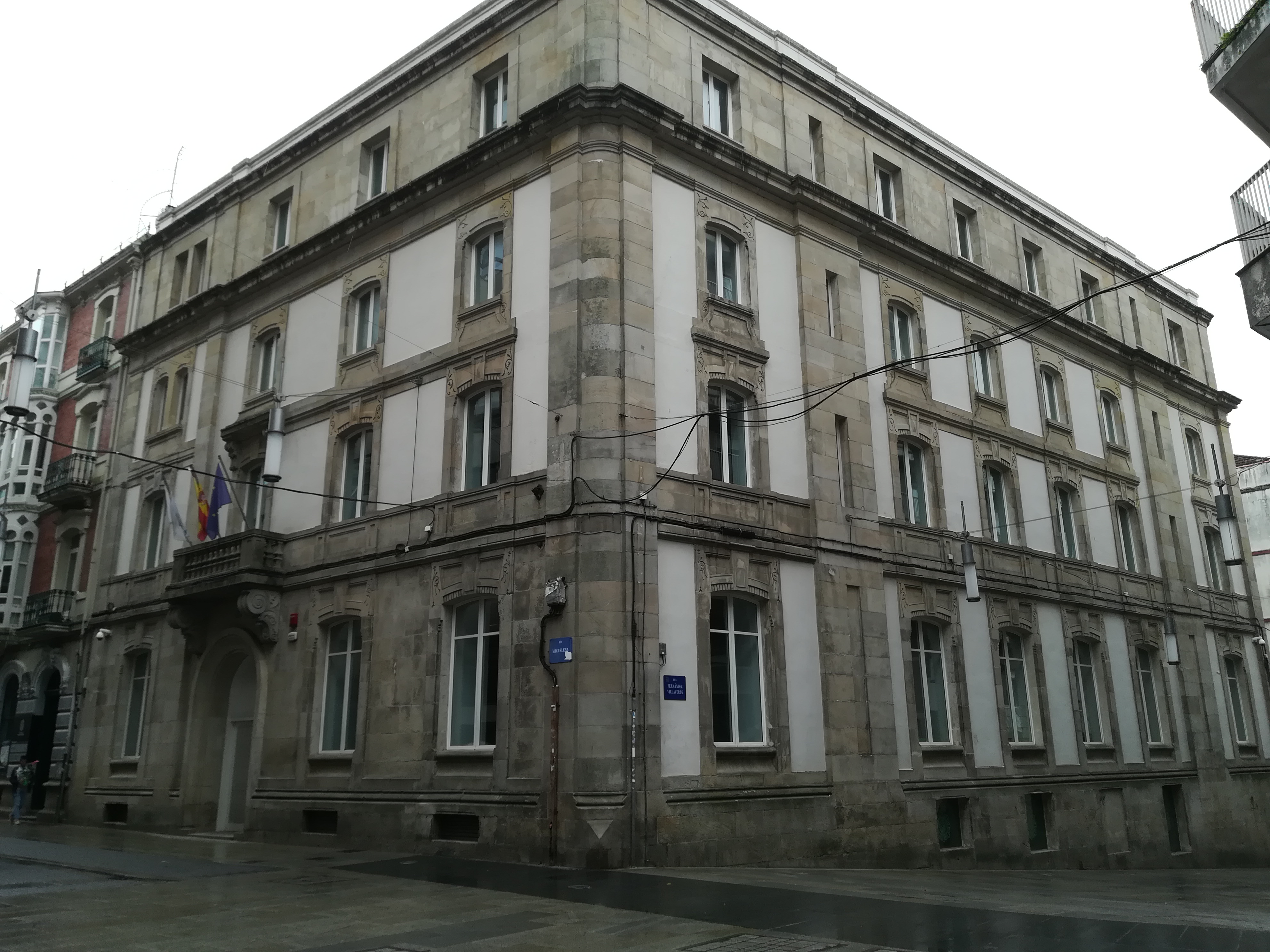
Fachadas
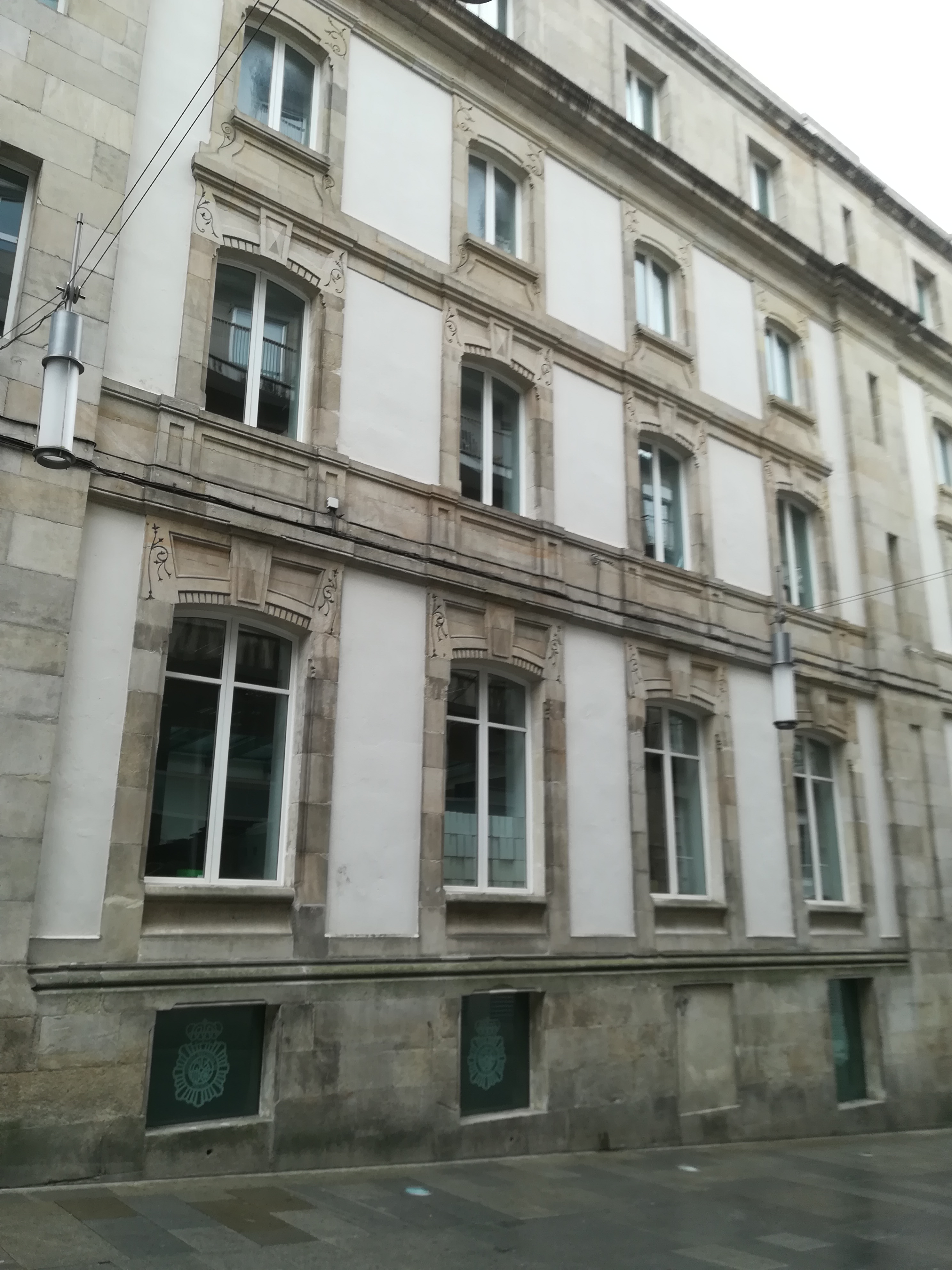
Detalhe da fachada lateral
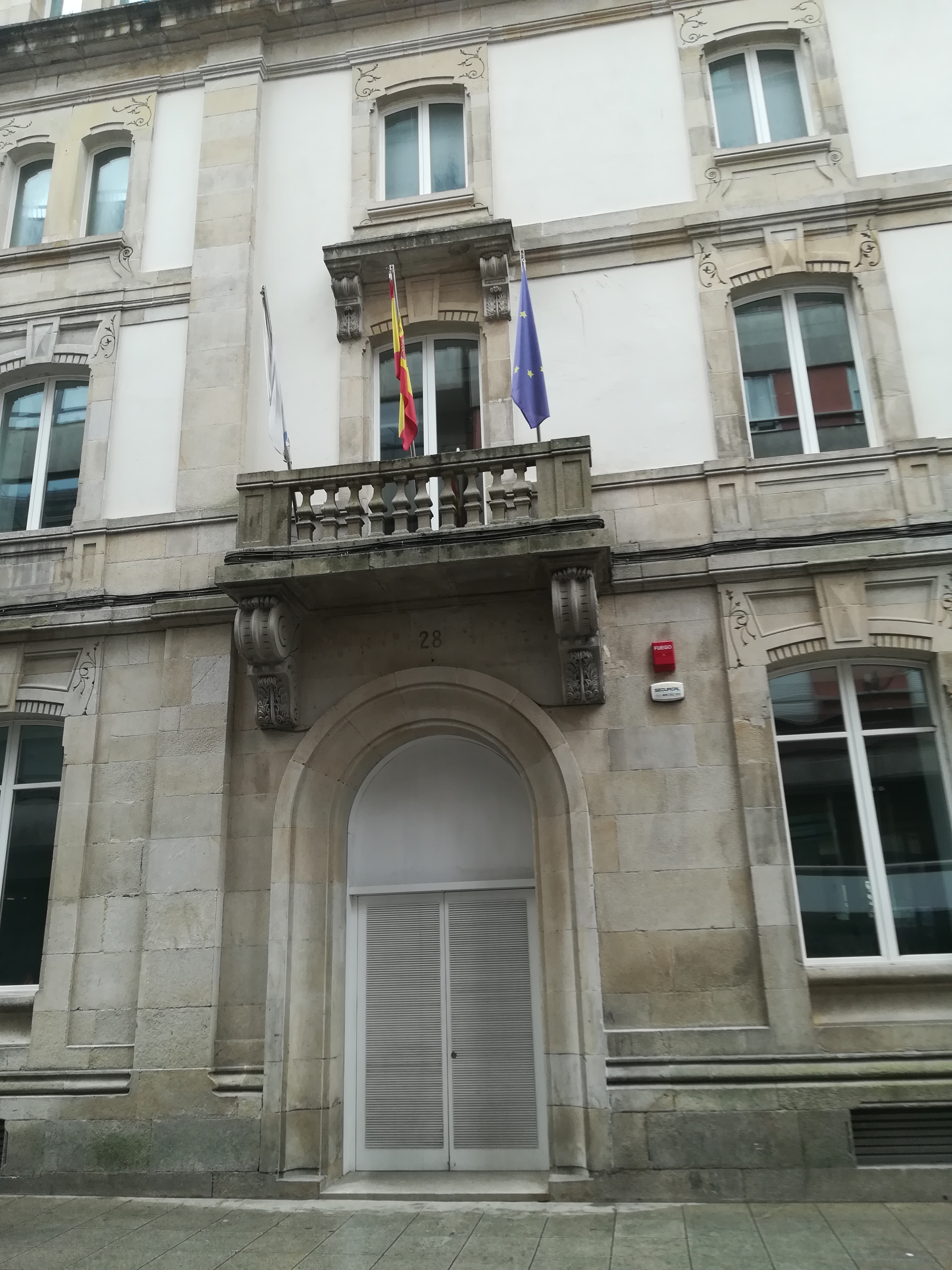
Entrada
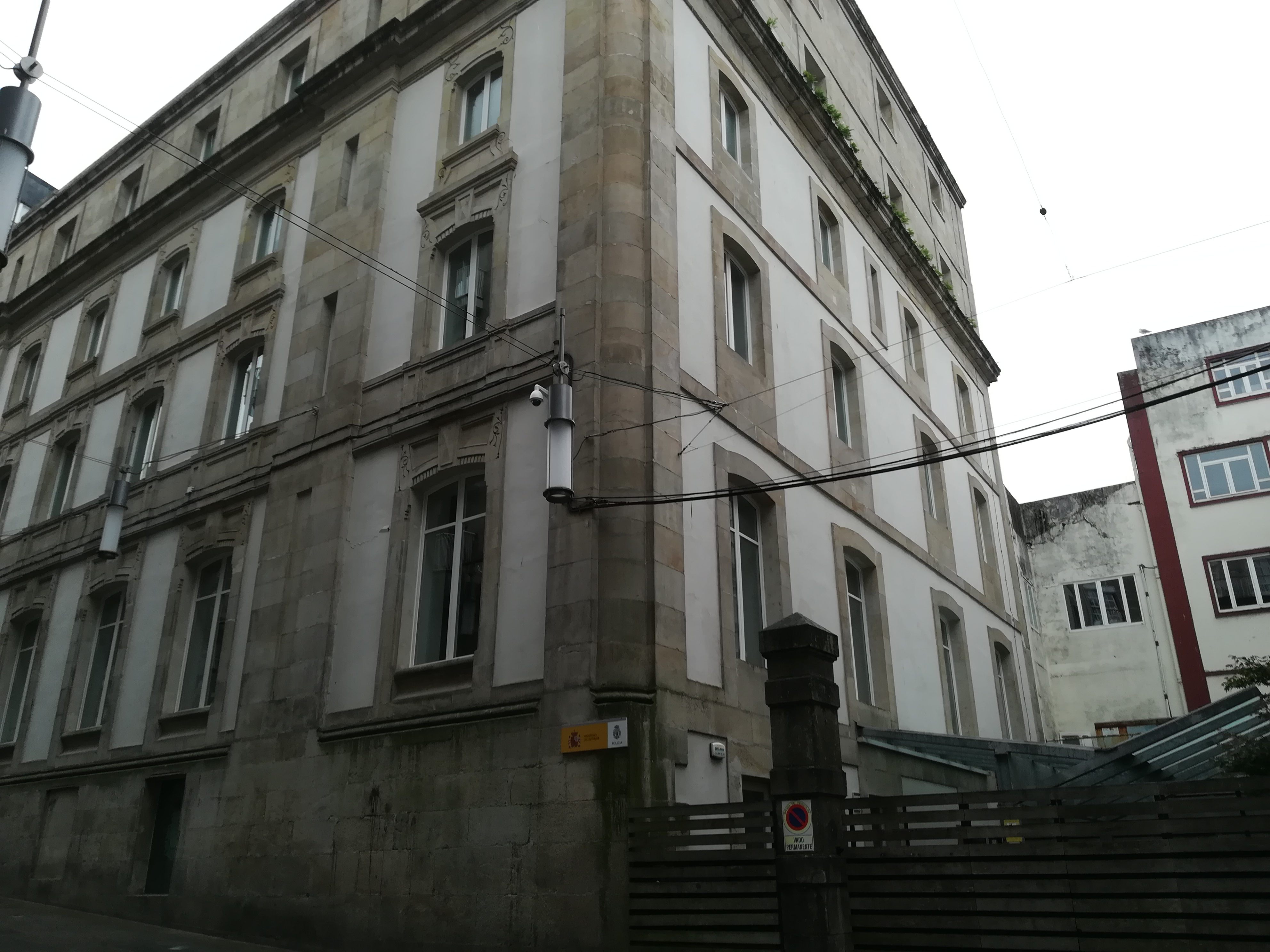
Fachada traseira
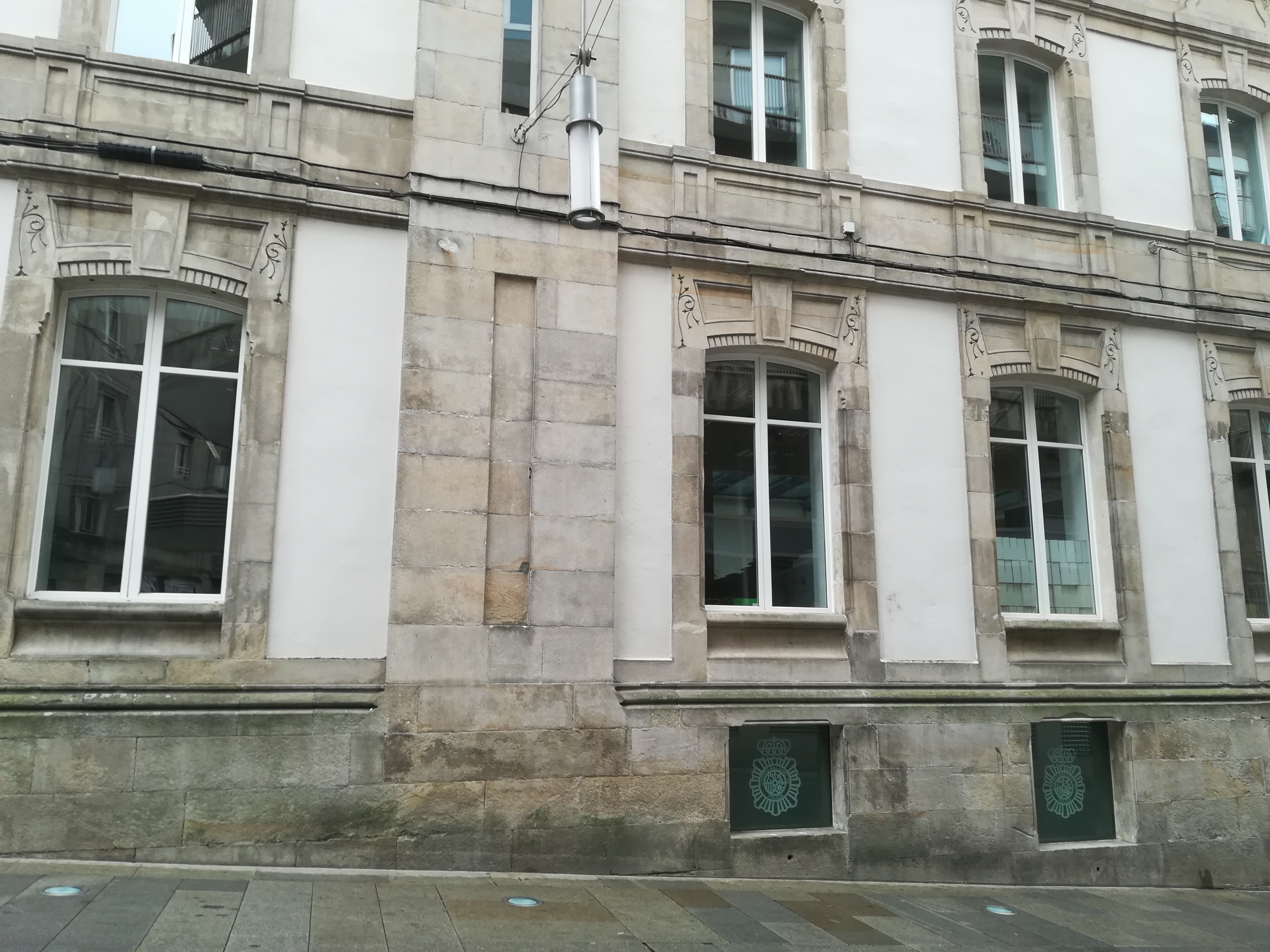
Decoração ecléctica
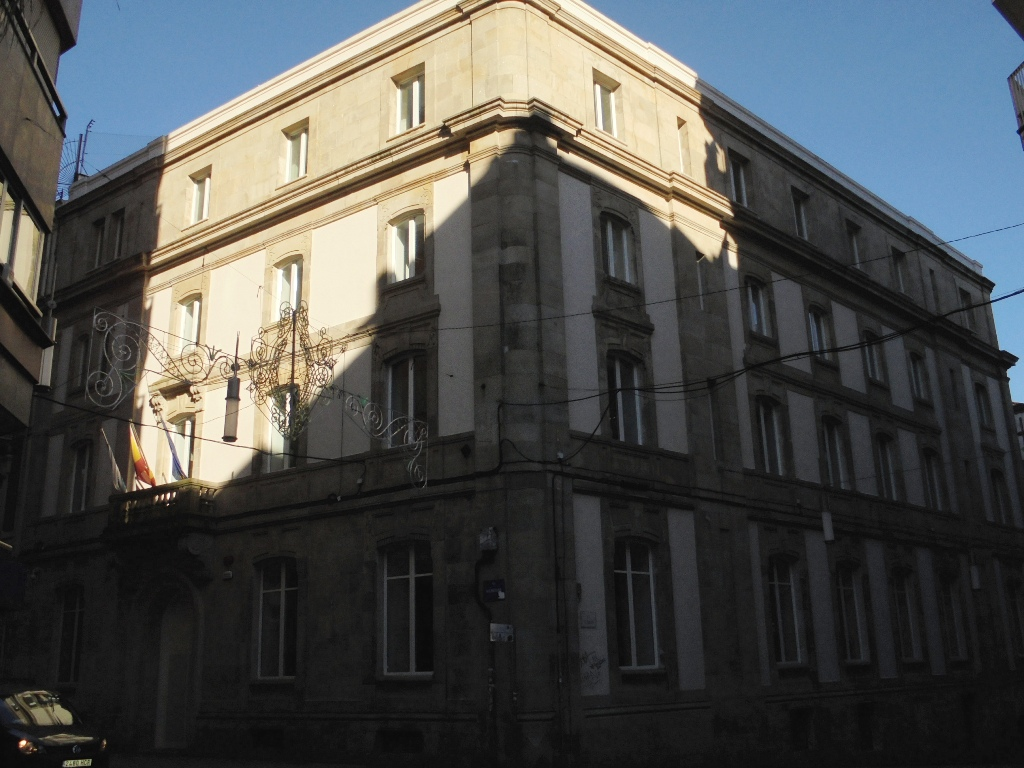
Fachadas
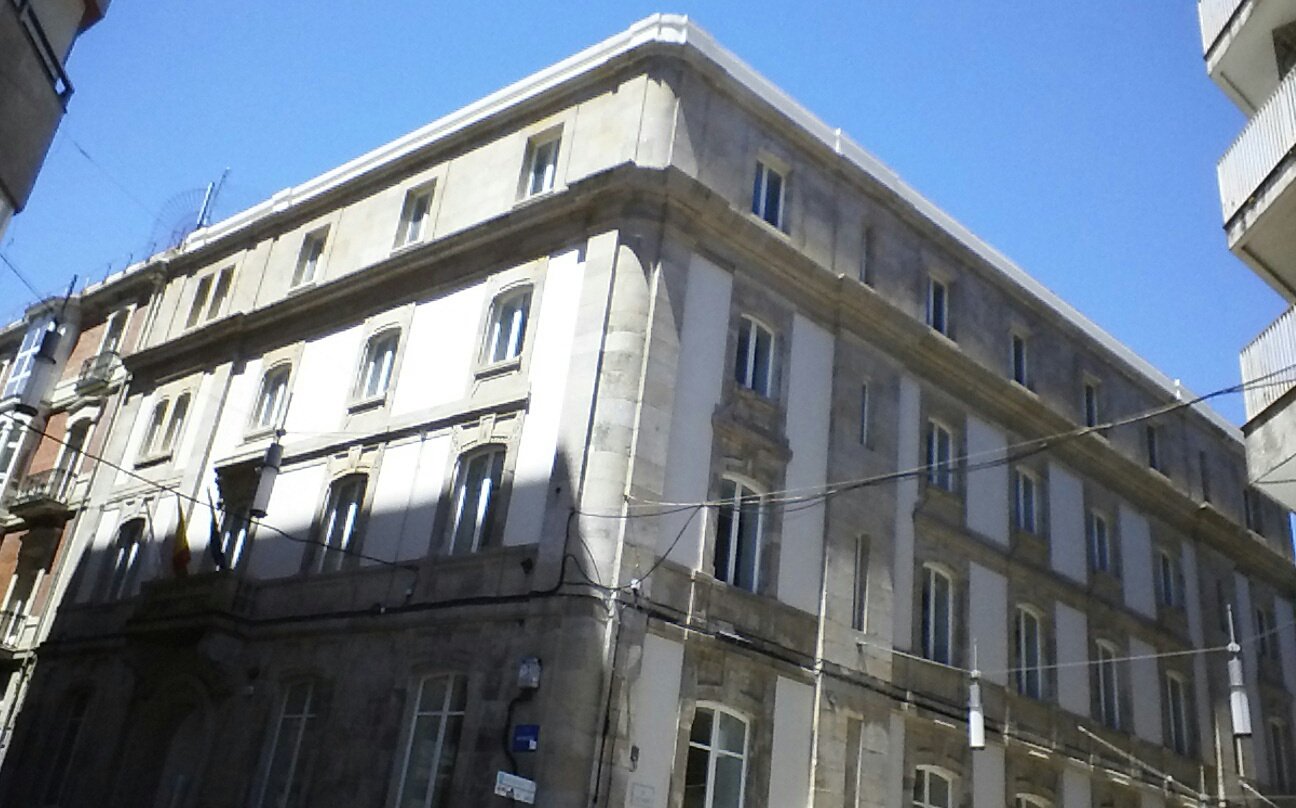
Fachada e andares

### Artigos relacionados
- Rua Michelena
- Faculdade de Belas Artes de Pontevedra
- Escola Secundária Valle-Inclán
- Edifício da Escola Normal de Pontevedra